# Бразильсько-індійські відносини

Індіра Ганді прибуває до Бразилії, 1968

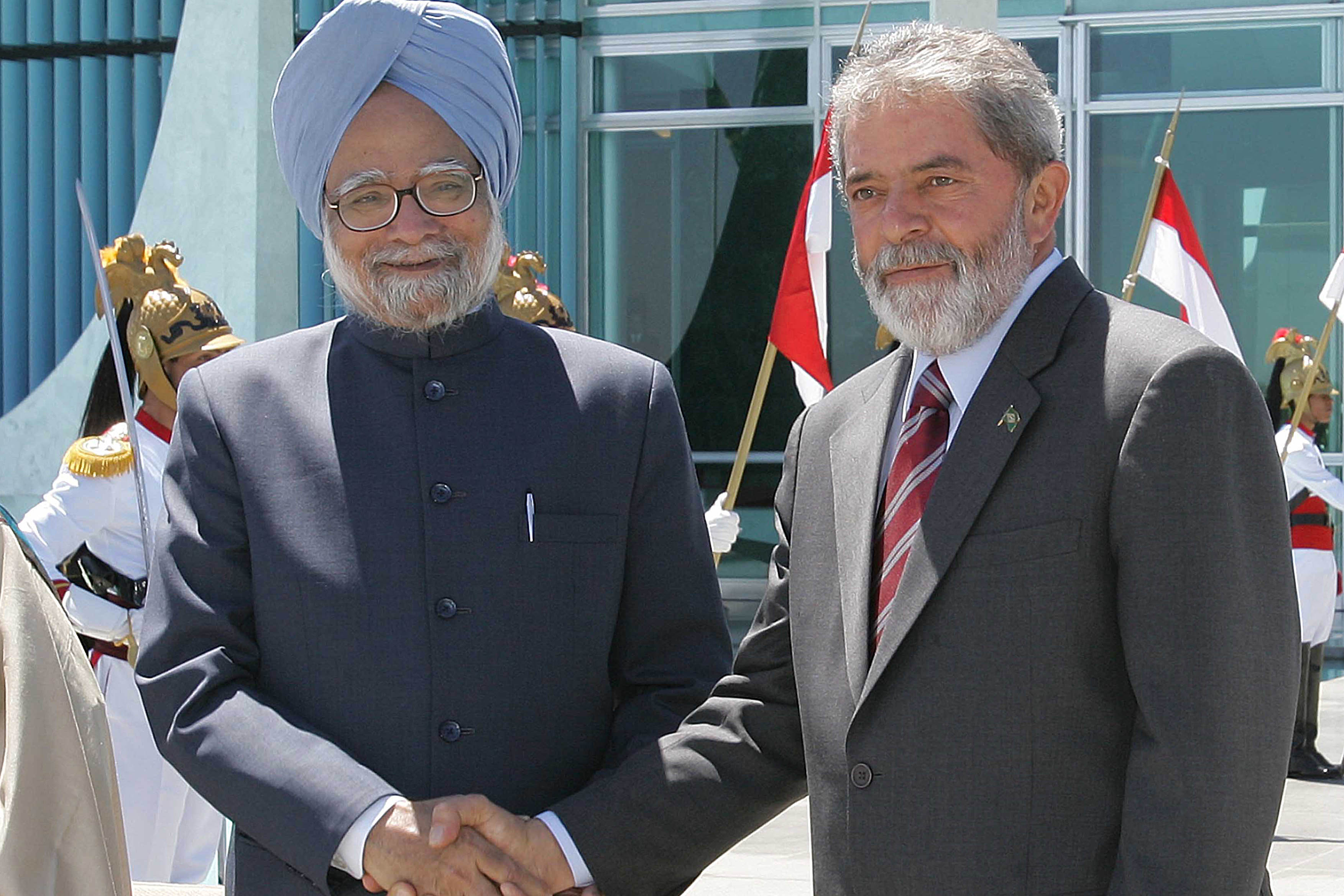
Лула да Сілва та Манмохан Сінгх, Бразиліа

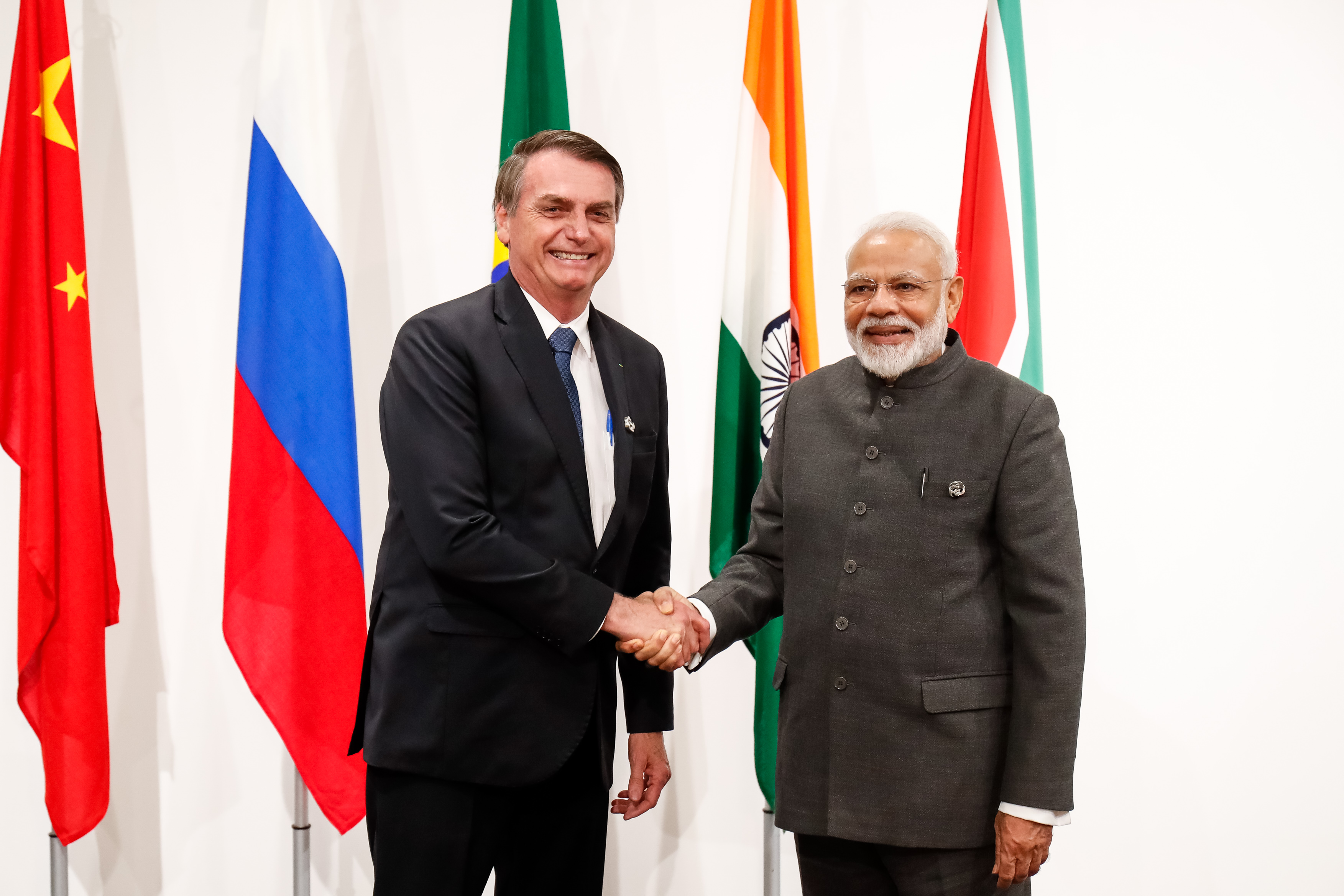
Жаїр Болсонару та Нарендра Моді, саміт БРІКС, 2019

Бразильсько-індійські відносини - двосторонні дипломатичні відносини між Бразилією та Індією.

## Огляд
3 травня 1948 відкрито посольство Індії у Бразилії у місті Ріо-де-Жанейро, 1 серпня 1971 посольство перенесли до столиці Бразиліа.
Бразилія та Індія — територіально великі країни з культурною різноманітністю, демократичним урядом та великим багатонаціональним населенням. Країни співпрацюють з таких питань, як: міжнародна торгівля, БРІКС, навколишнє середовище, реформа Організації Об'єднаних Націй та розширення Ради Безпеки.
Торгові відносини між країнами розвиваються у низці областей, таких, як наука та технології, фармацевтика.
У 2007 товарообіг між країнами склав суму в 3.12 млрд. доларів США, в порівнянні з 1,2 млрд. доларів у 2004.

## Порівняльна характеристика
|                              | Індія                                                                                  | Бразилія                                           |
| ---------------------------- | -------------------------------------------------------------------------------------- | -------------------------------------------------- |
| Населення                    | 1 210 193 422                                                                          | 201 009 622                                        |
| Площа                        | 3 287 240 км²                                                                          | 8 514 877 км²                                      |
| Щільність населення          | 382/км²                                                                                | 22/км²                                             |
| Столиця                      | Нью-Делі                                                                               | Бразиліа                                           |
| Найбільше місто              | Мумбаї                                                                                 | Сан-Паулу                                          |
| Уряд                         | Федеративна республіка, парламентська демократія                                       | Президентська республіка                           |
| Офіційні мови                | Хінді, англійська та ще 21 мова                                                        | португальська                                      |
| Основні релігії              | Індуїзм (80,5%), Іслам (13,4%), Християнство (2,3%) та інші Див. також Релігія в Індії | Християнство (90,9%) Див. також Релігія в Бразилії |
| ВВП (номінал)                | 1,946 трильйонів доларів США ($)                                                       | 2,244 трильйони доларів                            |
| ВВП (номінал) душу населення | 1,492 $                                                                                | 11 281 $                                           |
| ВВП (ППЗ)                    | 4,735 трильйонів $                                                                     | 3,072 трильйони доларів                            |
| ВВП (ППС) душу населення     | 3,900 $                                                                                | 14 537 $                                           |
| Список країн ІРПП            | 0,547 (середній)                                                                       | 0,744 (середній)                                   |